# Château médiéval d'Almeida
Le château d'Almeida est une ancien château médiéval situé dans la freguesia d'Almeida (pt), sur le territoire de la municipalité d'Almeida (district de Guarda, Portugal),.
Faisant partie de la ligne du Tage (pt), frontière du royaume de Portugal à la fin du XIIIe siècle, sa fonction était de peupler et de défendre les terres de la Ribacoa.
Les vestiges du château médiéval font partie des défenses de la forteresse d'Almeida. Il est classé Monument national depuis 1928.

## Historique
L'occupation du site remonterait à un castro préhistorique, occupé ensuite à l'époque romaine, puis par les Suèves, les Wisigoths et les Musulmans. Ces derniers était à l'origine du château médiéval, le site existant s'appelait Talmeyda (table en arabe), en raison de la topographie de son emplacement, contrastant avec la chaîne de montagnes de Marofa en arrière-plan.  

### Le château médiéval
À l'époque de la Reconquista chrétienne de la péninsule Ibérique, au XIIe siècle, la ville et son château  furent conquis par les forces du royaume de León, reconquis par les Musulmans et, finalement, par les forces du Portugal.
Une partie du territoire de la Ribacoa, disputée à León par Denis Ier (1279-1325), fut définitivement acquise au Portugal par le Traité d'Alcañices (1297). Le souverain chercha alors à consolider ses frontières, en faisant reconstruire le château d'Alfaiates, le château d'Almeida, le château de Castelo Bom, le château de Castelo Melhor, le château de Castelo Mendo, le château de Castelo Rodrigo, le château de Pinhel, le château de Sabugal et le château de Vilar Maior.

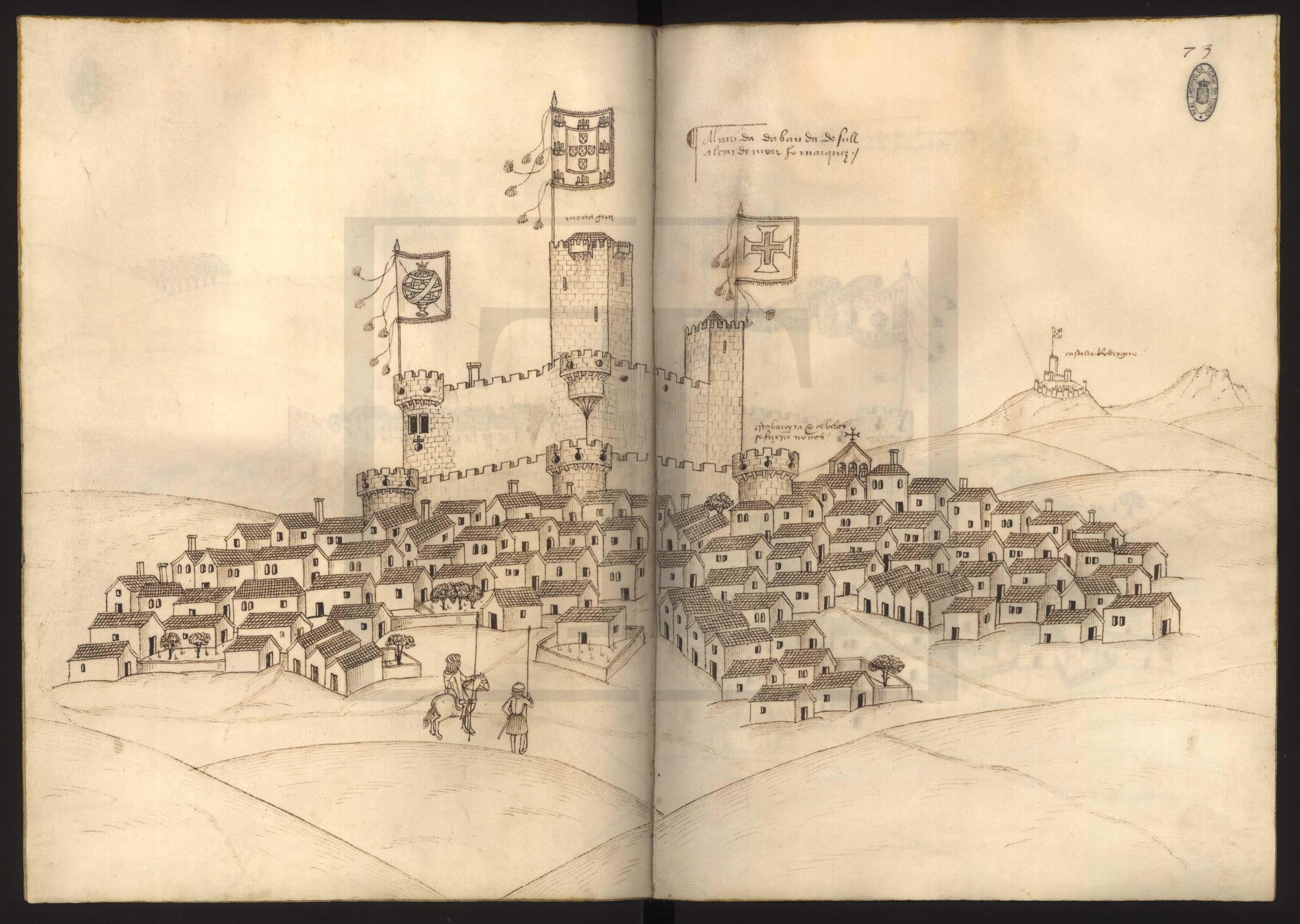
Château médiéval (Livre des Forteresses -1509).

Ainsi commencèrent les travaux de reconstruction du château original et d'une enceinte pour la ville, travaux qui furent renouvelés sous le règne du roi Ferdinand Ier(1367-1383), qui avait l'intention d'attaquer le royaume de Castille depuis cette ville.
Dans le contexte de la crise portugaise de 1383-1385, la ville et son château furent conquis par les forces de Jean Ier (1383-1433).
Plus tard, sous le règne du roi Manuel Ier (1495-1521), la ligne de murailles fut doublée, et le nom de Mateus Fernandes, architecte du monastère de Batalha, est associé à ces travaux. La ville et son château sont représentés par Duarte de Armas (pt) (Livre des forteresses, vers 1509). Son maire de l'époque (1496-1512) était le marquis de Vila Real.

### De la guerre de Restauration à nos jours

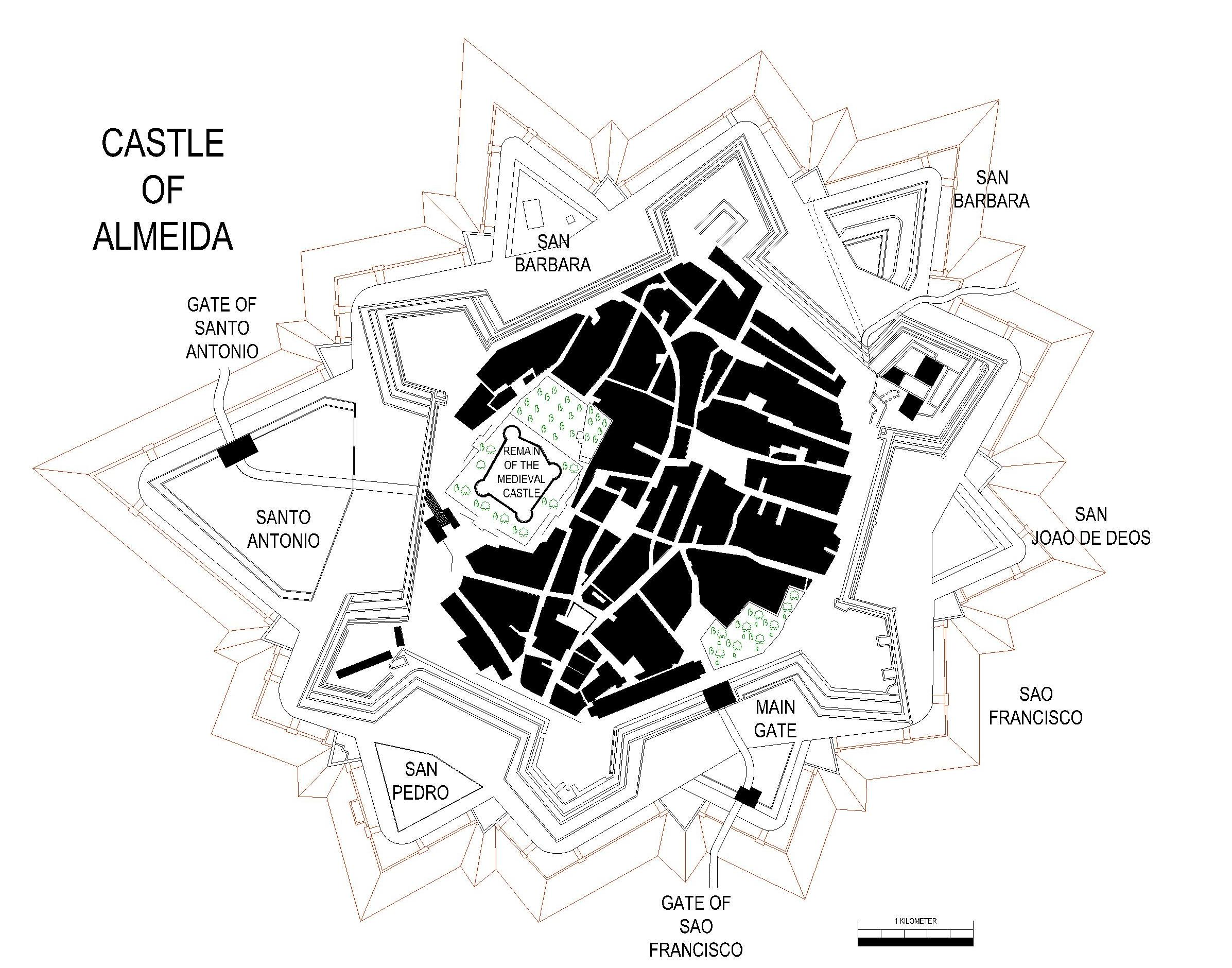
Place du château médiéval dans la forteresse d'Almeida.

Pendant la guerre de restauration de l'indépendance, la ville et son ancien château furent revalorisés en raison de leur position stratégique à la frontière. Dès lors, ils subirent d'importants travaux de modernisation, avec des structures bastionnées qui les transformèrent en une forteresse monumentale.
Pendant la guerre d'indépendance espagnole le commandement du général André Masséna (août 1810). Sous le feu de l'artillerie ennemie, la poudrière explosa, détruisant le château médiéval et une partie de la ville, tuant et blessant plus de 500 personnes. Les brèches ouvertes dans les remparts par l'impact de l'explosion forcèrent la reddition de la place, qui fut alors occupée par les Français. Quelques mois plus tard, elle fut à nouveau assiégée, cette fois par les troupes anglaises. Acculés, les défenseurs français réussirent à se replier, faisant sauter la place derrière eux, causant d'importants dégâts.
L'ensemble est classé Monument National par Décret publié le 3 février 1928.
Des fouilles archéologiques récentes ont permis de découvrir non seulement des sections des anciens murs, mais également les douves d'origine qui les entouraient.

## Galerie

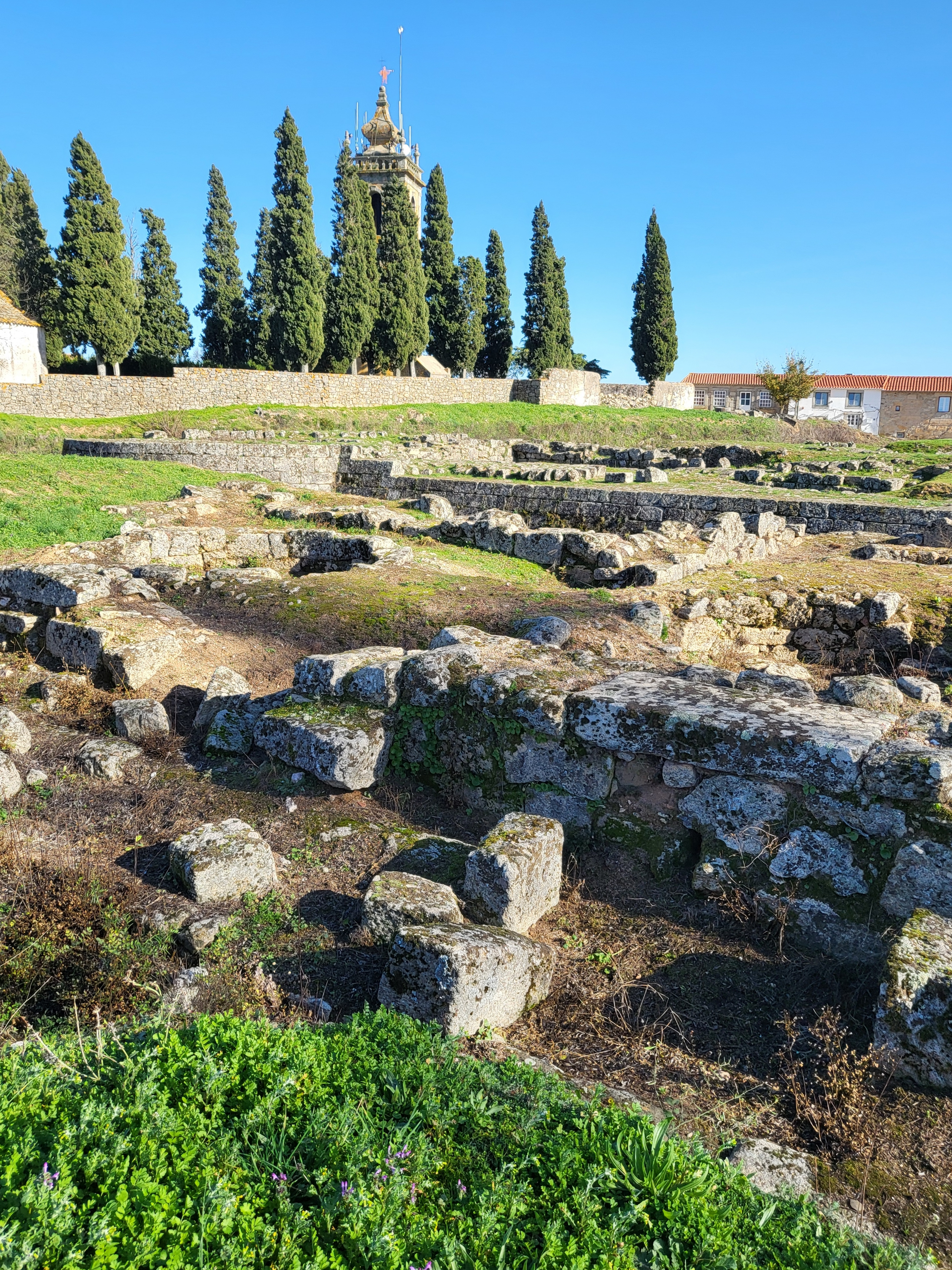
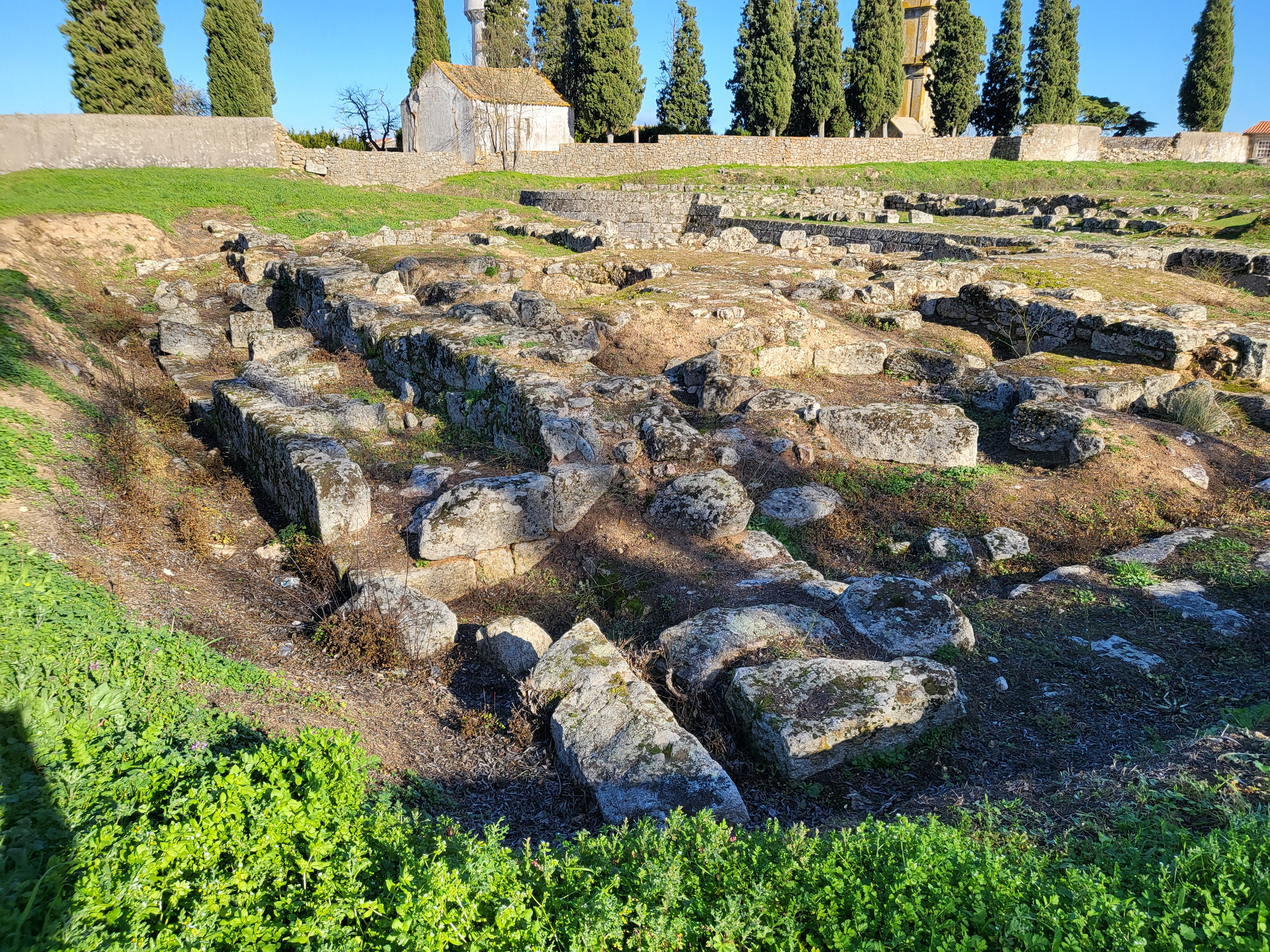